# Frédéric Collignon
Frédéric Collignon (13 december 1975) is een Belgisch tafelvoetballer uit Luik.

## Levensloop
Gedurende de periode 1997-2012 was Collignon een overheersende figuur in de wereld van tafelvoetbal. Hij behaalde zeven keer winst op het wereldkampioenschap in de discipline 'Multi-table' en won tevens vijfmaal het wereldkampioenschap in de discipline 'Tornado'.
Collignon heeft meer wereldkampioenschappen gewonnen dan welke andere speler dan ook in de geschiedenis. Bovendien is hij de enige Europese speler die ooit zo'n dominante positie heeft ingenomen in de Verenigde Staten.
In 2012 kondigde Collignon zijn pensionering aan, op een moment dat hij zowel de huidige ITSF multi-table wereldkampioen was in zowel het enkelspel als dubbelspel, als de Tornado-wereldkampioen. Daarnaast heeft hij België geleid tijdens het wereldkampioenschap.